# Horace Engdahl

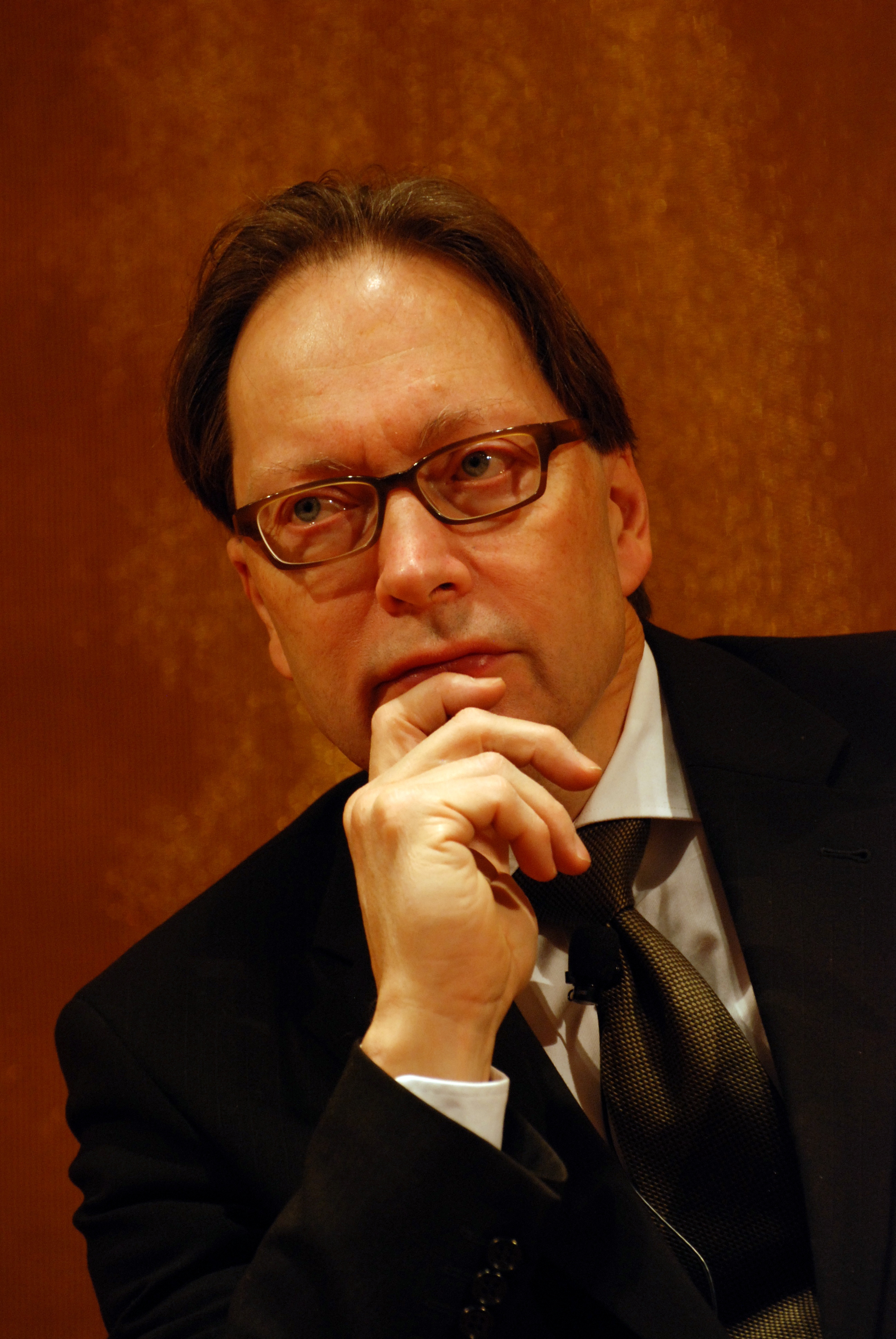
Horace Engdahl, 2008

Horace Engdahl (Aussprache [ˌhɔɹːas ˈɛŋːdɑːl], * 30. Dezember 1948 in Karlskrona) ist ein schwedischer Literaturwissenschaftler, Kritiker, Essayist und Übersetzer. Von 1999 bis 2009 hatte er das Amt des Ständigen Sekretärs der Schwedischen Akademie inne. Engdahl war von 1989 bis 2014 mit Ebba Witt-Brattström verheiratet, einer bekannten Feministin und Professorin für Literaturwissenschaft.
1987 promovierte Engdahl, der damals bereits als Kritiker etabliert war, an der Universität Stockholm mit einer Dissertation über die schwedische Romantik. In der Folge wirkte er weiter vor allem als freier Essayist und Kritiker in der verbreiteten Tageszeitung Dagens Nyheter, bevor er 2004 eine Professur für skandinavische Literatur an der dänischen Universität Aarhus erhielt. Daneben war Engdahl als Übersetzer tätig. Unter anderem übersetzte er Heinrich von Kleists Amphitryon und Penthesilea ins Schwedische.
In die Schwedische Akademie wurde Engdahl 1997 gewählt, und schon 1999 übernahm er das Amt des Ständigen Sekretärs nach Sture Allén. In dieser Funktion verkündete Horace Engdahl jedes Jahr im Oktober den Namen des Nobelpreisträgers für Literatur. Er spricht fließend Deutsch, Englisch, Französisch und Russisch. Seit 2008 ist er ordentliches Mitglied der Academia Europaea.
Zum 1. Juni 2009 übergab Engdahl sein Amt als Sekretär an den Historiker Peter Englund. Er ist weiterhin ein einfaches Mitglied des Gremiums mit Stimmrecht. Am 5. März 2019 wurde bekanntgegeben, dass Engdahl wegen seiner Verstrickung in die Krise der Schwedischen Akademie von 2018 das Nobelkomitee verlässt.
Gemeinsam mit Liv Strömquist reiste er für ein Fernsehprogramm durch Europa, um verschiedene Bildungsorte aufzusuchen. Liv och Horace i Europa wurde 2016 von SVT gesendet.